# Centenary Quaich
Le Centenary Quaich est un trophée créé en 1989 attribué au vainqueur du match de rugby à XV entre l'Écosse et l'Irlande à l'occasion de leur rencontre lors du Tournoi des Six Nations. Le Quaich est un bol traditionnel à deux anses.

## Historique
Le Centenary Quaich est créé en 1989 à l'occasion de la centième rencontre entre l'Écosse et l'Irlande, et il est mis en jeu à chaque match du Tournoi entre ces deux nations.

## Confrontations
| No | Date              | Lieu                                   | Match            | Score   | Compétition                   |
| -- | ----------------- | -------------------------------------- | ---------------- | ------- | ----------------------------- |
| 1  | 4 mars 1989       | Murrayfield Stadium, Édimbourg, Écosse | Écosse – Irlande | 37 – 21 | Tournoi des Cinq Nations 1989 |
| 2  | 3 février 1990    | Lansdowne Road, Dublin,                | Irlande – Écosse | 10 – 13 | Tournoi des Cinq Nations 1990 |
| 3  | 16 mars 1991      | Murrayfield Stadium, Édimbourg, Écosse | Écosse – Irlande | 28 – 25 | Tournoi des Cinq Nations 1991 |
| 4  | 15 février 1992   | Lansdowne Road, Dublin,                | Irlande – Écosse | 10 – 18 | Tournoi des Cinq Nations 1992 |
| 5  | 16 janvier 1993   | Murrayfield Stadium, Édimbourg, Écosse | Écosse – Irlande | 15 – 3  | Tournoi des Cinq Nations 1993 |
| 6  | 5 mars 1994       | Lansdowne Road, Dublin,                | Irlande – Écosse | 6 – 6   | Tournoi des Cinq Nations 1994 |
| 7  | 4 février 1995    | Murrayfield Stadium, Édimbourg, Écosse | Écosse – Irlande | 26 – 13 | Tournoi des Cinq Nations 1995 |
| 8  | 20 janvier 1996   | Lansdowne Road, Dublin,                | Irlande – Écosse | 10 – 16 | Tournoi des Cinq Nations 1996 |
| 9  | 1er mars 1997     | Murrayfield Stadium, Édimbourg, Écosse | Écosse – Irlande | 38 – 10 | Tournoi des Cinq Nations 1997 |
| 10 | 7 février 1998    | Lansdowne Road, Dublin,                | Irlande – Écosse | 16 – 17 | Tournoi des Cinq Nations 1998 |
| 11 | 20 mars 1999      | Murrayfield Stadium, Édimbourg, Écosse | Écosse – Irlande | 30 – 13 | Tournoi des Cinq Nations 1999 |
| 12 | 19 février 2000   | Lansdowne Road, Dublin,                | Irlande – Écosse | 44 – 22 | Tournoi des Six Nations 2000  |
| 13 | 22 septembre 2001 | Murrayfield Stadium, Édimbourg, Écosse | Écosse – Irlande | 32 – 10 | Tournoi des Six Nations 2001  |
| 14 | 2 mars 2002       | Lansdowne Road, Dublin,                | Irlande – Écosse | 43 – 22 | Tournoi des Six Nations 2002  |
| 15 | 16 février 2003   | Murrayfield Stadium, Édimbourg, Écosse | Écosse – Irlande | 6 – 36  | Tournoi des Six Nations 2003  |
| 16 | 13 février 2004   | Lansdowne Road, Dublin,                | Irlande – Écosse | 37 – 16 | Tournoi des Six Nations 2004  |
| 17 | 12 février 2005   | Murrayfield Stadium, Édimbourg, Écosse | Écosse – Irlande | 13 – 40 | Tournoi des Six Nations 2005  |
| 18 | 11 mars 2006      | Lansdowne Road, Dublin,                | Irlande – Écosse | 15 – 9  | Tournoi des Six Nations 2006  |
| 19 | 10 mars 2007      | Murrayfield Stadium, Édimbourg, Écosse | Écosse – Irlande | 18 – 19 | Tournoi des Six Nations 2007  |
| 20 | 23 février 2008   | Croke Park, Dublin,                    | Irlande – Écosse | 34 – 13 | Tournoi des Six Nations 2008  |
| 21 | 14 mars 2009      | Murrayfield Stadium, Édimbourg, Écosse | Écosse – Irlande | 15 – 22 | Tournoi des Six Nations 2009  |
| 22 | 20 mars 2010      | Croke Park, Dublin,                    | Irlande – Écosse | 20 – 23 | Tournoi des Six Nations 2010  |
| 23 | 27 février 2011   | Murrayfield Stadium, Édimbourg, Écosse | Écosse – Irlande | 18 – 21 | Tournoi des Six Nations 2011  |
| 24 | 10 mars 2012      | Aviva Stadium, Dublin,                 | Irlande – Écosse | 32 – 14 | Tournoi des Six Nations 2012  |
| 25 | 24 février 2013   | Murrayfield Stadium, Édimbourg, Écosse | Écosse – Irlande | 12 – 8  | Tournoi des Six Nations 2013  |
| 26 | 2 février 2014    | Aviva Stadium, Dublin,                 | Irlande – Écosse | 28 – 6  | Tournoi des Six Nations 2014  |
| 27 | 21 mars 2015      | Murrayfield Stadium, Édimbourg, Écosse | Écosse – Irlande | 10 – 40 | Tournoi des Six Nations 2015  |
| 28 | 19 mars 2016      | Aviva Stadium, Dublin,                 | Irlande – Écosse | 35 – 25 | Tournoi des Six Nations 2016  |
| 29 | 4 février 2017    | Murrayfield Stadium, Édimbourg, Écosse | Écosse – Irlande | 27 – 22 | Tournoi des Six Nations 2017  |
| 30 | 10 mars 2018      | Aviva Stadium, Dublin,                 | Irlande – Écosse | 28 – 8  | Tournoi des Six Nations 2018  |
| 31 | 9 février 2019    | Murrayfield Stadium, Édimbourg, Écosse | Écosse – Irlande | 13 – 22 | Tournoi des Six Nations 2019  |
| 32 | 1er février 2020  | Aviva Stadium, Dublin,                 | Irlande – Écosse | 19 – 12 | Tournoi des Six Nations 2020  |
| 33 | 14 mars 2021      | Murrayfield Stadium, Édimbourg, Écosse | Écosse – Irlande | 24 – 27 | Tournoi des Six Nations 2021  |
| 34 | 19 mars 2022      | Aviva Stadium, Dublin,                 | Irlande – Écosse | 26 – 5  | Tournoi des Six Nations 2022  |
| 35 | 12 mars 2023      | Murrayfield Stadium, Édimbourg, Écosse | Écosse – Irlande | 7 – 22  | Tournoi des Six Nations 2023  |
| 36 | 16 mars 2024      | Aviva Stadium, Dublin,                 | Irlande – Écosse | 17 – 13 | Tournoi des Six Nations 2024  |
| 37 | 9 février 2025    | Murrayfield Stadium, Édimbourg, Écosse | Écosse – Irlande | 18 – 32 | Tournoi des Six Nations 2025  |